# Naomi Shindō
Naomi Shindō (jap. 進藤 尚美 Shindō Naomi; * 9. November 1972 in der Präfektur Kyōto) ist eine japanische Synchronsprecherin (Seiyū), die vor allem durch ihre Rolle als Cagalli Yula Athha in Gundam Seed/Gundam Seed Destiny und Shizuru Fujino in My-HiME bekannt ist. Ihr Debüt gab sie 1999 in Blue Gender. Derzeit steht sie bei Aoni Production unter Vertrag.

## Rollen (Auswahl)
- Binbō Shimai Monogatari … als Kinko Echigoya
- Bobobo-bo Bo-bobo … als Gasser
- Bokurano … als Misumi Tanaka
- Darker than Black … als Havoc
- Fullmetal Alchemist: Brotherhood … als Rebecca Catalina
- Gaiking Legend of Daiku-Maryu … als Naoto Hayami
- Gear Fighter Dendoh … als Hokuto Kusanagi
- Heroman … als Vera
- Kanokon … als Tamamo
- Kid Icarus: Uprising … als Medusa
- Macross Zero … als Aries Turner
- Mobile Suit Gundam Seed … als Cagalli Yula Athha, Eileen Canaver
- Mobile Suit Gundam Seed Destiny … als Cagalli Yula Athha
- My-HiME … als Shizuru Fujino
- My-Otome … als Shizuru Viola
- One Piece … als Kalifa
- PaRappa the Rapper … als Dorothy
- Pokémon … als Professor Esche
- Sailor Moon Eternal … als Amis Mutter
- Sora Kake Girl … als Nina Stratoski
- Uchū no Stellvia … als Leila Barthes
- Valkyria Chronicles … als Irene Ellet